# Витік новин
Витік новин – це несанкціоноване розголошення конфіденційної інформації в ЗМІ. Це також може бути передчасна публікація новинним виданням інформації, яку він погодився не оприлюднювати раніше визначеного часу, що порушує ембарго на новини .

## Типи

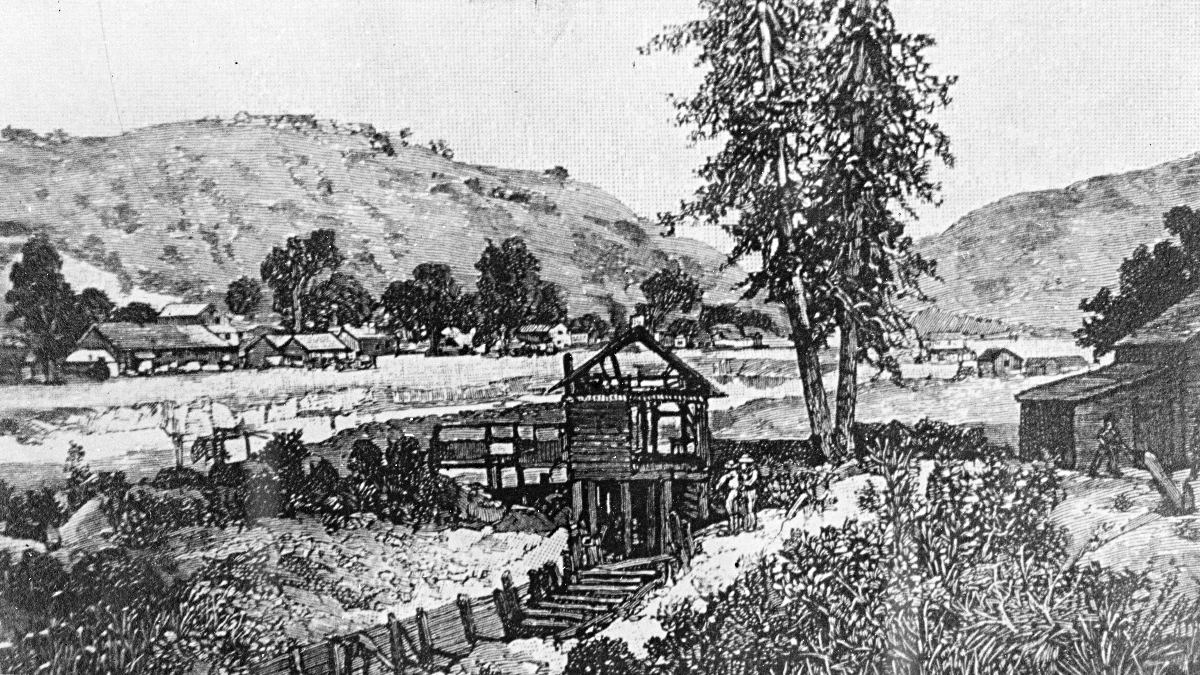
Млин Саттера, 1851 рік. Перше відкриття золота в Каліфорнії 19 січня 1848 року.
Відкриття Джеймсом Маршаллом золота в Південній форці Американ-Рівер на млині Саттера 24 січня 1848 року поклало початок великому пориву аргонавтів до Каліфорнії. Маршалл і капітан Джон Саттер намагалися зробити все можливе, щоб відкриття золота було тихим, поки не було завершено будівництво млина Саттера, добре знаючи, що робітники покинуть свої робочі місця і перейдуть до копання золота. Новина просочилась, і почалася тиснява.

Витоки часто здійснюються працівниками організації, які мали доступ до цікавої інформації, але не мають офіційного дозволу розголошувати її пресі. Вони можуть вважати, що це відповідає суспільним інтересам через необхідність якнайшвидшого оприлюднення, тому що інакше це не було б оприлюднено чи згуртувати думку на їхній стороні внутрішніх дебатів. Цей тип витоку поширений; Як сказав молодому вченому у 1957 році колишній радник Білого дому Сідні Соуерс, «у Вашингтоні немає витоків, є лише рослини». 
З іншого боку, витоки інформації іноді можуть бути здійснені просто як самореклама, щоб піднести витоку як важливу людину. Витоки можуть бути навмисними або ненавмисними. Зловмисник може робити журналісту особисту послугу (можливо, в обмін на подальшу співпрацю) або просто хоче поширити секретну інформацію, щоб вплинути на новини. Останній тип витоку часто відбувається анонімно.
Іноді часткова інформація надходить у ЗМІ неоформлено перед випуском прес-релізу, щоб «підготувати» пресу чи громадськість до офіційного оголошення. Це також може бути спрямовано на те, щоб дати журналістам більше часу для підготовки більш широкого висвітлення, яке потім можна буде опублікувати відразу після офіційного релізу. Ця техніка розроблена для максимального ефекту оголошення. Це можна вважати елементом політичного «розкрутки» або управління новинами .
Деякі люди, які передають інформацію в ЗМІ, намагаються маніпулювати висвітленням. Приховування інформації в секреті може зробити її більш цінною для журналістів, а анонімність зменшує здатність інших перевіряти або дискредитувати інформацію. 
Деякі витоки відбуваються на відкритому повітрі; наприклад, політики, які (ненавмисно чи іншим чином) розкривають секретну чи конфіденційну інформацію під час спілкування з пресою.
Витоки можуть мати серйозні наслідки. Президент Річард М. Ніксон був розлючений наявністю витоків, і, за словами його колишнього співробітника Вільяма Сафайра, ця лють у поєднанні з довічною зневагою президента до преси створили середовище, яке призвело до падіння Ніксона.  Одразу після того, як у 1971 році були опубліковані документи Пентагону, як-от таємне бомбардування Камбоджі, страх перед подальшими витоками привів до формування підрозділу « сантехніків Білого дому » (названого так, тому що вони хотіли виправити витоки), яке провело вторгнення, яке призвело до Уотергейтського скандалу та остаточної відставки Ніксона в 1974 році 

## Причини
Існує багато причин, через які інформація може витікати. Деякі з них включають:
- Політики та політики, можливо, захочуть оцінити реакцію громадськості на їхні плани перед вчиненням ( пробна повітряна куля ). Витік інформації може бути правдоподібно спростований без звинувачення в пропонованих непопулярних заходах, що впливають на їх виконавців.
- Люди, які мають доступ до конфіденційної інформації, можуть вважати, що їм вигідно оприлюднити її, не будучи відповідальним за оприлюднення інформації. Наприклад, може витікати інформація, яка збентежить політичних опонентів або завдасть шкоди національній безпеці.
- Люди, довірені до секретної інформації про питання, які вони вважають морально неправильними або суперечними суспільним інтересам, які часто називають « викривачами», можуть розповсюджувати цю інформацію.
- Людей можуть спонукати розкрити секретну інформацію з інших корисливих мотивів, наприклад, фінансової вигоди.

## Примітний

### Міжнародний
- 3 квітня 2016 року витік конфіденційних документів щодо офшорних податкових гавань з'явився у « Панамських документах».
- 5 листопада 2017 року витік конфіденційних документів Paradise Papers щодо офшорних податкових гавань.
- У вересні 2020 року громадськість привернула увагу до колекції FinCEN Files документів FinCEN.
- 3 жовтня 2021 року витік конфіденційних документів про офшорні податкові гавані про офшорних паперах.

### Сполучені Штати
- Витоки в пресу зазвичай відбувалися з обох сторін під час внутрішніх дебатів уряду США протягом серпня 1949 – січня 1950 року щодо того, чи продовжувати розробку водневої бомби . [2]
- Документи Пентагону, надсекретна історія міністерства оборони Сполучених Штатів про політико-військову участь Сполучених Штатів у В'єтнамі з 1945 по 1967 рік. Опубліковано на першій сторінці New York Times у 1971 році [5]
- Джерело, відоме як Deep Throat, пізніше ідентифіковано як заступник директора ФБР Марк Фелт, розповсюдило інформацію про Уотергейтський скандал репортеру The Washington Post Бобу Вудворду.
- Коломніст Роберт Новак опублікував витік інформації про агента ЦРУ Валері Плейм у 2003 році.
- Як повідомляється у звіті Комітету з розвідки Сенату про тортури ЦРУ, ЦРУ навмисно підкинуло ЗМІ неправдиві історії, щоб ввести громадськість в оману, водночас стверджуючи, що ці історії були витоком. [6]
- Витік дипломатичних телеграм США у листопаді 2010 року, коли організація WikiLeaks почала оприлюднювати подробиці 251 287 дипломатичних телеграм США, наданих їм Челсі Меннінг.
- У червні 2013 року витік АНБ, коли співробітник АНБ Едвард Сноуден розкрив секретні документи, що викривають американську PRISM і британську Tempora, таємні шпигунські програми. [7]
- Витік сховища 7 у березні 2017 року, коли співробітник ЦРУ Джошуа Адам Шульте вилив секретні документи, що розкривають можливості ЦРУ здійснювати електронне спостереження та кібервійну. [8] [9]

### Об'єднане Королівство
- Spies for Peace, група британських антивоєнних активістів, пов’язаних з CND і Комітетом 100, які оприлюднювали підготовку уряду до правління після ядерної війни. У 1963 році вони проникли в секретний урядовий бункер, де фотографували та копіювали документи. Цю інформацію вони опублікували в брошурі «Небезпека! Службова таємниця RSG-6 . Чотири тисячі примірників було надіслано національній пресі, політикам та активістам руху за мир.
- У червні 2013 року витік АНБ, коли співробітник АНБ Едвард Сноуден оприлюднив секретні документи, що викривають британську програму Tempora та американську програму таємного шпигунства PRISM.

### Ізраїль
- Мордехай Вануну, ізраїльський технік-ядерник, який розкрив подробиці ізраїльської програми створення ядерної зброї британській пресі в 1986 році.
- У 2008 році Анат Камм оприлюднив секретні документи Сил оборони Ізраїлю, які припускають, що ізраїльські військові причетні до позасудових вбивств .

### Іспанія
- Під час іспанського перевороту в липні 1936 року, захоплення іспанським республіканським флотом лідерами перевороту не вдалося в основному тому, що повідомлення із закликом до перевороту проти Іспанської Республіки не були відправлені кодом, як це було б нормою, з Сьюдад Лінеал . старшим офіцерам, які керують кораблями. Військово-морський радіотелеграф Бенджамін Бальбоа взяв заслугу за витік новин. [10]

## Дивіться також
- Витік Інтернету
- GlobaLeaks (програмне забезпечення)

## Книги та довідники
- Блер-молодший, Клей, Тиха перемога: Війна підводних човнів США проти Японії, Аннаполіс, доктор медицини: Naval Institute Press, 2001
- Леннінг, Майкл Лі (підполковник ), Безглузді таємниці: провали військової розвідки США від Джорджа Вашингтона до сьогодення, Carol Publishing Group, 1995